# 横浜市立市ヶ尾中学校
横浜市立市ヶ尾中学校（よこはましりつ いちがおちゅうがっこう）は、神奈川県横浜市青葉区市ケ尾町にある公立中学校。校名の「ヶ」は、正確には「ケ」である（公式サイトなどを参照）。

## 概要
- 開校日　1986年4月1日
- 教育目標　『解決・学び合い』『個性・共生』

## 行事
- 体育大会
- 文化学習発表会
- 合唱コンクール

## 主な進学高校
2005年度からの学区撤廃以前は『横浜北部学区』に属していた。
- 神奈川県立市ヶ尾高等学校
- 神奈川県立荏田高等学校
- 神奈川県立川和高等学校
- 神奈川県立霧が丘高等学校
- 神奈川県立新栄高等学校
- 神奈川県立田奈高等学校
- 神奈川県立白山高等学校
- 神奈川県立元石川高等学校

## 著名な卒業生
- 高橋かおり（女優）
- 森笠繁（元プロ野球選手）
- 伊藤秀範（元プロ野球選手：東京ヤクルトスワローズ在籍）
- 水沼宏太（サッカー選手、横浜F・マリノス在籍、日本代表）
- 山田新（サッカー選手、川崎フロンターレ在籍）